# Hoginești, Călărași
Hoginești este un sat din raionul Călărași, Republica Moldova.

## Istoric
Localitatea Hoginești (numită pe parcursul secolelor al XVII-lea și al XVIII-lea Vovinești) a fost atestată documentar la începutul secolului al XVII-lea.
Este menționat documentar pentru prima dată în 1607:
„Din mila lui Dumnezeu, noi Io Simion Movilă voievod, domn al Țări Moldovei. Facem cunoscut cu această carte a noastră tuturor celor ce o vor vedea sau o vor auzi citindu-se că au venit înaintea noastră și înaintea tuturor boierilor noștri moldoveni, mari și mici, Marica și a pârât pe sluga noastră, Onciul, fratele lui Lupul, pentru a treia parte, partea de sus, din satul Vovinești și pentru a treia parte dintr'o poiană, ce este pe Ichil și iarăși, pentru altă poiană ce este pe Suha, care această mai sus zisă parte a fost cumpărătura bărbatului său, Lupul, ...

...

Iar hotarul acestor mai sus scrise parți de ocine din satul Vovinești, care este pe pârâul Cula și cu loc de iaz pe Cula și a treia parte dintr'o poiană ce este pe Ichil și a altei poiene ce este la gura Suhäi, să le fie lor hotare, cum scriem mai sus, iar dinspre alte părți să le fie hotare după vechile lor hotare, pe unde au folosit din veac.

...

A scris Eremia Băseanul, în Iași, în anul 7115 <1607> Martie 10.

Și a iscălit Stroici logofăt.”

## Geografie
Satul Hoginești este situat la altitudinea de 123 metri față de nivelul mării. Distanța directă până la centrul raional Călărași este de 22 km. Distanța directă până la capitala Chișinău este de 70 km.
Satul Hoginești este situat între râul Cula la nord și râul Ichel la sud, având hotare la nord cu satele Hirova și Budăi, la sud cu Răciula, la est cu Țibirica și la vest cu Onișcani.

## Demografie
Conform recensământului din anul 2014, populația este de 1.572 de locuitori.

## Administrație și politică
Componența Consiliului local Hoginești (9 consilieri), ales la 5 noiembrie 2023, este următoarea:
|  | Partid                                | Consilieri | Componență | Componență | Componență | Componență | Componență | Componență |
|  | ------------------------------------- | ---------- | ---------- | ---------- | ---------- | ---------- | ---------- | ---------- |
|  | Coaliția pentru Unitate și Bunăstare  | 6          |            |            |            |            |            |            |
|  | Partidul Acțiune și Solidaritate      | 2          |            |            |            |            |            |            |
|  | Partidul Liberal Democrat din Moldova | 1          |            |            |            |            |            |            |

## Societate

### Religie

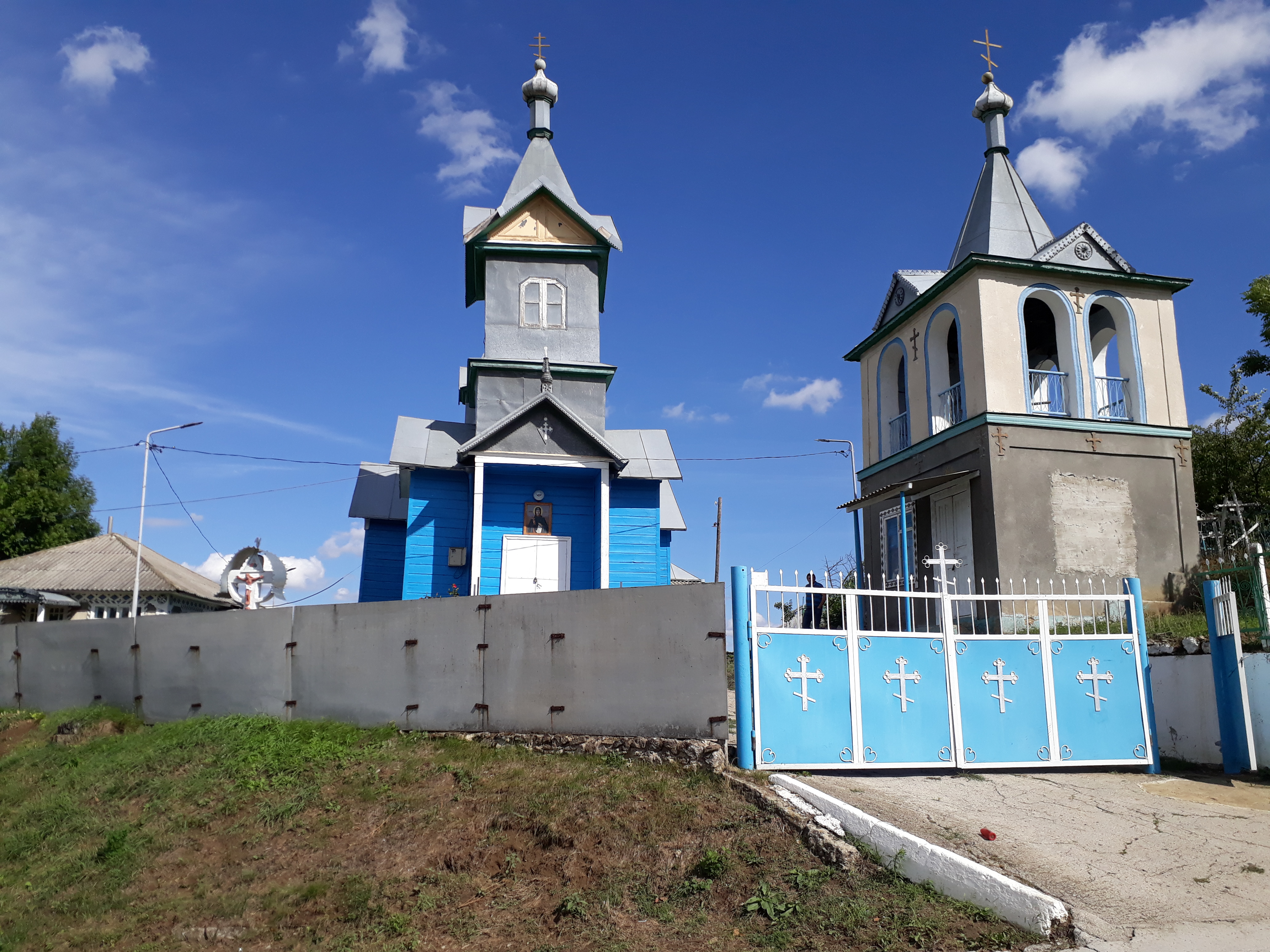
Biserica de lemn cu clopotnița

În anul 1789, la Hoginești funcționa o biserică veche, lată, clădită din lemn. Biserica purta hramul Cuvioasei Parascheva. În 1807, a fost înălțată o nouă biserică de lemn și fundament de piatră, în formă de cruce. În 1881, s-a început reconstruirea bisericii din lemn pe fundament de piatră. La biserică a fost anexată o clopotniță de lemn. Biserica era acoperită cu tablă de fier, în interior era tencuită și văruită. Pe dinafară, biserica a fost pardosită cu scânduri de brad și vopsită în alb. La 28 aprilie 1885, odată cu finisarea lucrărilor de reconstrucție, biserica a fost sfințită din nou. Gardul din jurul bisericii fiind împletit din nuiele. Biserica avea pământ în gestiune și deținea o bogată bibliotecă ecleziastică, deschisă în 1893. În curtea bisericii se afla un cimitir. În iunie 1960 biserica din Hoginești a fost închisă, ca după 30 de ani, în urma unei reparații capitale, să fie redeschisă. Preot este Sergiu Galbură.

### Educație
Gimnaziul Hoginești este o instituție publică amplasată într-o clădire cu trei nivele construită în anul 1974.
În 1969 s-a finalizat construcție grădiniței pentru 90 de locuri. Actuala clădire a grădiniței a fost construită în anul 1991.

## Cultură
Casa de cultură și Biblioteca publică

## Turism
Biserica de lemn „Sfânta Cuvioasa Parascheva” este una dintre destinațiile turistice ale satului. În fiecare an, în a treia duminică din iulie se desfășoară târgul internațional al meșterilor olari „La vatra olarului Vasile Goncear”. „Casa olarului” este un atelier meșteșugăresc aparținând lui Vasile Goncear. La 27 octombrie 2000 a fost inaugurat Muzeul de Istorie și Etnografie din satul Hoginești.

## Personalități
- Petru Zaharia (1934-1989), naist și clarinetist autodidact, deținător al Medaliei de Aur la Festivalul mondial al tineretului și studenților de la Moscova din 1957, solist în orchestrele de muzică populară „Flueraș” și „Lăutari” ale Filarmonicii Naționale „Serghei Lunchevici” din Chișinău, Artist Emerit (1970).[14]
- Vasile Florea (n. 1941), colaborator științific principal la Institutul de Genetică a Plantelor al Academiei de Științe a Moldovei, doctor habilitat în biologie, autor al 5 monografii, 170 de articole științifice și de popularizare și 4 brevete de invenții.[14]
- Vasile Drăgănel, politician moldovean, ministru al afacerilor interne în Guvernul Republicii Moldova (2001-2002)
- Tatiana Șaptefrați, doctor în științe biologice, conferențiar universitar
- Vasile Vrinceanu, director al Centrului de Excelență în Energetică și Electronică